# Mistrzostwa Europy w Saneczkarstwie 1938
7. Mistrzostwa Europy w saneczkarstwie 1938 odbyły się w austriackim Salzburgu. Rozegrane zostały trzy konkurencje: jedynki kobiet, jedynki mężczyzn oraz dwójki mężczyzn. W tabeli medalowej bezkonkurencyjne były Niemcy.

## Wyniki

### Jedynki kobiet
| Medal | Zawodniczka     | Narodowość     | Czas | Strata |
| ----- | --------------- | -------------- | ---- | ------ |
|       | Friedel Tietze  | III Rzesza     |      |        |
|       | Waltraut Grassl | Czechosłowacja |      |        |
|       | Hanni Finková   | Czechosłowacja |      |        |

### Jedynki mężczyzn
| Medal | Zawodnik       | Narodowość     | Czas | Strata |
| ----- | -------------- | -------------- | ---- | ------ |
|       | Martin Tietze  | III Rzesza     |      |        |
|       | Walter Kluge   | III Rzesza     |      |        |
|       | Rudolf Hermann | Czechosłowacja |      |        |

### Dwójki mężczyzn
| Medal | Zawodnicy                       | Narodowość     | Czas | Strata |
| ----- | ------------------------------- | -------------- | ---- | ------ |
|       | Walter Feist/Walter Kluge       | III Rzesza     |      |        |
|       | Viktor Schubert/Werner Rüger    | III Rzesza     |      |        |
|       | Rudolf Maschke/Erhard Grundmann | Czechosłowacja |      |        |

## Klasyfikacja medalowa
| Miejsce | Państwo        |   |   |   | Razem |
| ------- | -------------- | - | - | - | ----- |
| 1.      | III Rzesza     | 3 | 2 | 0 | 5     |
| 2.      | Czechosłowacja | 0 | 1 | 3 | 4     |